# Linnaemya smirnovi
Linnaemya smirnovi är en tvåvingeart som beskrevs av Zimin 1954. Linnaemya smirnovi ingår i släktet Linnaemya och familjen parasitflugor. Inga underarter finns listade i Catalogue of Life.